# Sibopathes macrospina
Sibopathes macrospina är en korallart som beskrevs av Opresko 1993. Sibopathes macrospina ingår i släktet Sibopathes och familjen Cladopathidae. Inga underarter finns listade i Catalogue of Life.